# Хуан Рамон Мартінес
Хуан Рамон Мартінес (ісп. Juan Ramón Martínez; 20 квітня 1948, Сан-Мігель — 4 серпня 2024) — сальвадорський футболіст, що грав на позиції півзахисника.

## Клубна кар'єра
Хуан Мартінес розпочав свою футбольну кар'єру в клубі «Агіла» з рідного міста Сан-Мігель у 1964 році. У 1965 році він переїхав до гватемальського «Мунісіпаля», де пробув до 1967 року. З єдиною іноземною командою в його ігровій кар'єрі він виграв чемпіонат Гватемали в 1966 році.
Відразу після повернення на батьківщину він вперше виграв чемпіонат Сальвадору разом із рідним клубом «Агіла» у сезоні 1967/68, а свій другий чемпіонський титул у Сальвадорі в 1971 році півзахисник здобув вже виступаючи за «Хувентуд Олімпіка», повернувшись з якого назад до «Агіли» він втретє став чемпіоном к 1972 році. Пізніше Мартінес грав за «Онсе Мунісіпаль» та «Атлетіко Марте», де і закінчив свою кар'єру в 1982 році.

## Виступи за збірну
1967 року дебютував в офіційних матчах у складі національної збірної Сальвадору.
Мартінес представляв Сальвадор на Олімпійських іграх 1968 року, де зіграв у всіх трьох матчах — проти Угорщини, Гани та Ізраїлю, забивши в останньому з них гол.
У складі національної збірної Сальвадору був учасником відбору на чемпіонат світу 1970 року, де забив 7 голів, ставши найкращим бомбардиром відбору у південноамериканській зоні і допоміг Сальвадору вперше в історії вийти на «мундіаль». При цьому його дубль у третьому матчі півфіналу відбіркового турніру проти Гондурасу, який приніс перемогу 3:2 і вихід до наступного раунду, спровокував Футбольну війну з сусідньою країною. Втім найголовніший гол, завдяки якому він став національним героєм, Мартінес забив 8 жовтня 1969 року у вирішальній третій грі фіналу відбору проти Гаїті (1:0), який приніс сальвадорцям перемогу і історичний вихід. На самому чемпіонаті світу 1970 року у Мексиці Мартінес зіграв у всіх двох матчах — проти Мексики та Бельгії, а його збірна не подолала груповий етап.
Загалом протягом кар'єри у національній команді, яка тривала 10 років, провів у її формі 32 матчі, забивши 14 голів.

## Титули і досягнення
- Чемпіон Сальвадору (3):

«Агіла»: 1964/65, 1972
«Хувентуд Олімпіка»: 1971
- Чемпіон Гватемали (1):

«Мунісіпаль»: 1965/66